# Lista de cardeais eméritos
Lista dos Cardeais Não Eleitores, por ordem alfabetica

## A
- Abril y Castelló, Santos (21 de setembro de 1935)
- Agnelo, Geraldo Majella (19 de outubro de 1933)
- Amato, Angelo, S.D.B. (8 de junho de 1938)
- Antonelli, Ennio (18 de novembro de 1936)
- Arinze, Francis (1 de novembro de 1932)
- Assis, Raymundo Damasceno (15 de fevereiro de 1937)

## B
- Bačkis, Audrys Juozas (1 de fevereiro de 1937)
- Bertone, Tarcisio, S.D.B. (2 de dezembro de 1934)
- Bocos Merino, Aquilino, C.M.F. (17 de maio de 1938)
- Brady, Seán Baptist (16 de agosto de 1939)
- Brandmüller, Walter (26 de janeiro de 1929)

## C
- Coccopalmerio, Francesco (6 de março de 1938)
- Cordes, Paul Josef (5 de setembro de 1934)

## D
- Darmaatmadja, Julius Riyadi, S.J. (20 de dezembro de 1934)
- de Giorgi, Salvatore (6 de setembro de 1930)
- Dziwisz, Stanisław (27 de abril de 1939)

## E
- Errázuriz Ossa, Francisco Javier (5 de setembro de 1933)

## F
- Farina, Raffaele, S.D.B. (24 de setembro de 1933)
- Felix, Kelvin Edward (15 de fevereiro de 1933)

## H
- Herranz Casado, Julián (31 de março de 1930)

## K
- Karlic, Estanislao Esteban (7 de fevereiro de 1926)
- Kasper, Walter (5 de março de 1933)
- Kitbunchu, Michael Michai (25 de janeiro de 1929)

## L
- Lajolo, Giovanni (3 de janeiro de 1935)
- Langa, Júlio Duarte (27 de outubro de 1927)
- López Rodríguez, Nicolás de Jesús (31 de outubro de 1936)

## M
- Mahony, Roger Michael (27 de fevereiro de 1936)
- Maida, Adam Joseph (18 de março de 1930)
- Martínez Sistach, Lluís (29 de abril de 1937)
- Martino, Renato Raffaele (23 de novembro de 1932)
- Monteiro de Castro, Manuel (29 de março de 1938)
- Monterisi, Francesco (28 de maio de 1934)
- Mureșan, Lucian (23 de maio de 1931)

## N
- Nascimento, Alexandre do (1 de março de 1925)
- Nguyễn Văn Nhơn, Pierre (1 de abril de 1938)

## O
- O'Brien, Edwin Frederick (8 de abril de 1939)
- Okogie, Anthony Olubumni (16 de junho de 1936)

## P
- Phạm Minh Mẫn, Jean-Baptiste (5 de março de 1934)
- Poupard, Paul (30 de agosto de 1930)
- Pujāts, Jānis (14 de novembro de 1930)

## Q
- Quevedo, Orlando Beltran, O.M.I. (11 de março de 1939)

## R
- Re, Giovanni Battista (30 de janeiro de 1934)
- Rigali, Justin Francis (19 de abril de 1935)
- Rode, Franc, CM (23 de setembro de 1934)
- Romeo, Paolo (20 de fevereiro de 1938)
- Rosales, Gaudencio (10 de agosto de 1932)
- Rouco Varela, Antonio María (24 de agosto de 1936)
- Rubiano Sáenz, Pedro (13 de setembro de 1932)
- Ruini, Camillo (19 de fevereiro de 1931)

## S
- Sandoval Iñiguez, Juan (28 de março de 1933)
- Saraiva Martins, José, C.M.F. (6 de janeiro de 1932)
- Sarr, Théodore-Adrien (28 de novembro de 1936)
- Sebastiani, Sergio (11 de abril de 1931)
- Simoni, Ernst (18 de outubro de 1928)
- Stafford, James Francis (26 de julho de 1932)
- Suárez Inda, Alberto (30 de janeiro de 1939)

## T
- Ticona Porco, Toribio (25 de abril de 1937)
- Tong Hon, John (31 de julho de 1939)

## V
- Vallini, Agostino (17 de abril de 1940)
- Vegliò, Antonio Maria (3 de fevereiro de 1938)
- Villalba, Luis Héctor (11 de outubro de 1934)

## W
- Wamala, Emmanuel (15 de dezembro de 1926)
- Wetter, Friedrich (20 de fevereiro de 1928)

## Z
- Zen Ze-Kiun, Joseph, S.D.B. (13 de janeiro de 1932)

## Listas temáticas
- Lista de cardeais eleitores por continente
- Lista de cardeais eleitores por país
- Lista de cardeais do Brasil
- Lista de cardeais portugueses